# USS Harlan County (LST-1196)
El USS Harlan County (LST-1196) fue un buque de desembarco de carros de combate (LST, acrónimo de Landing Ship Tank), clase Newport, activo originalmente en la Armada de Estados Unidos y posteriormente transferido a la Armada Española, donde fue renombrado como Pizarro (L-42), hasta su baja definitiva en el año 2012.

## Armada de los Estados Unidos

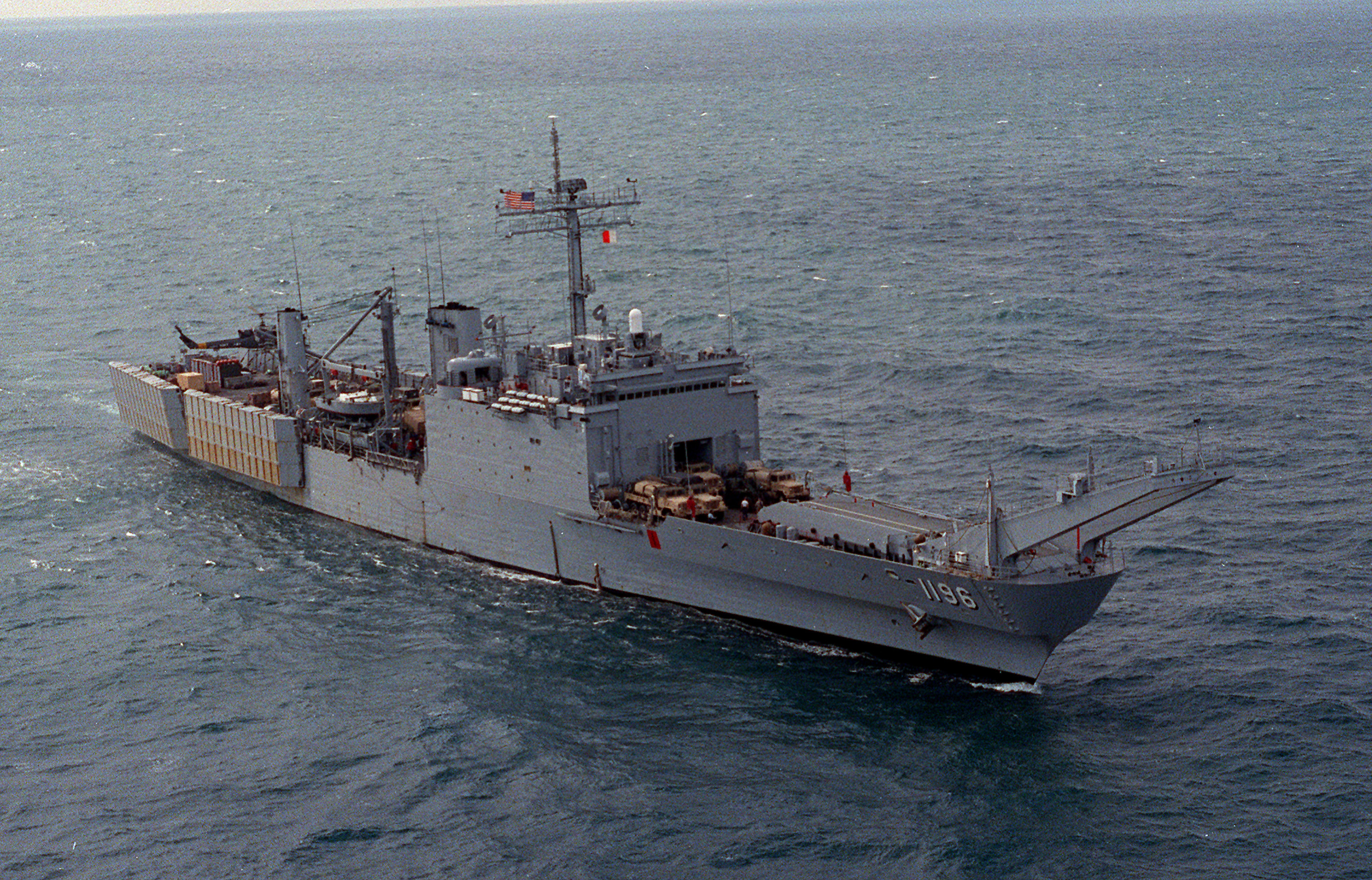
El USS Harlan County (LST-1196) en 1991.

El USS Harlan County fue puesto en grada el 7 de noviembre de 1970, en los astilleros National Steel and Shipbuilding Company, San Diego, California, fue botado el 24 de julio de 1971, y entró en servicio el 8 de abril de 1972, con el Comandante Vernon C. Smith al mando. El 14 de abril de 1995 fue dado de baja y transferido a España.

## Armada Española

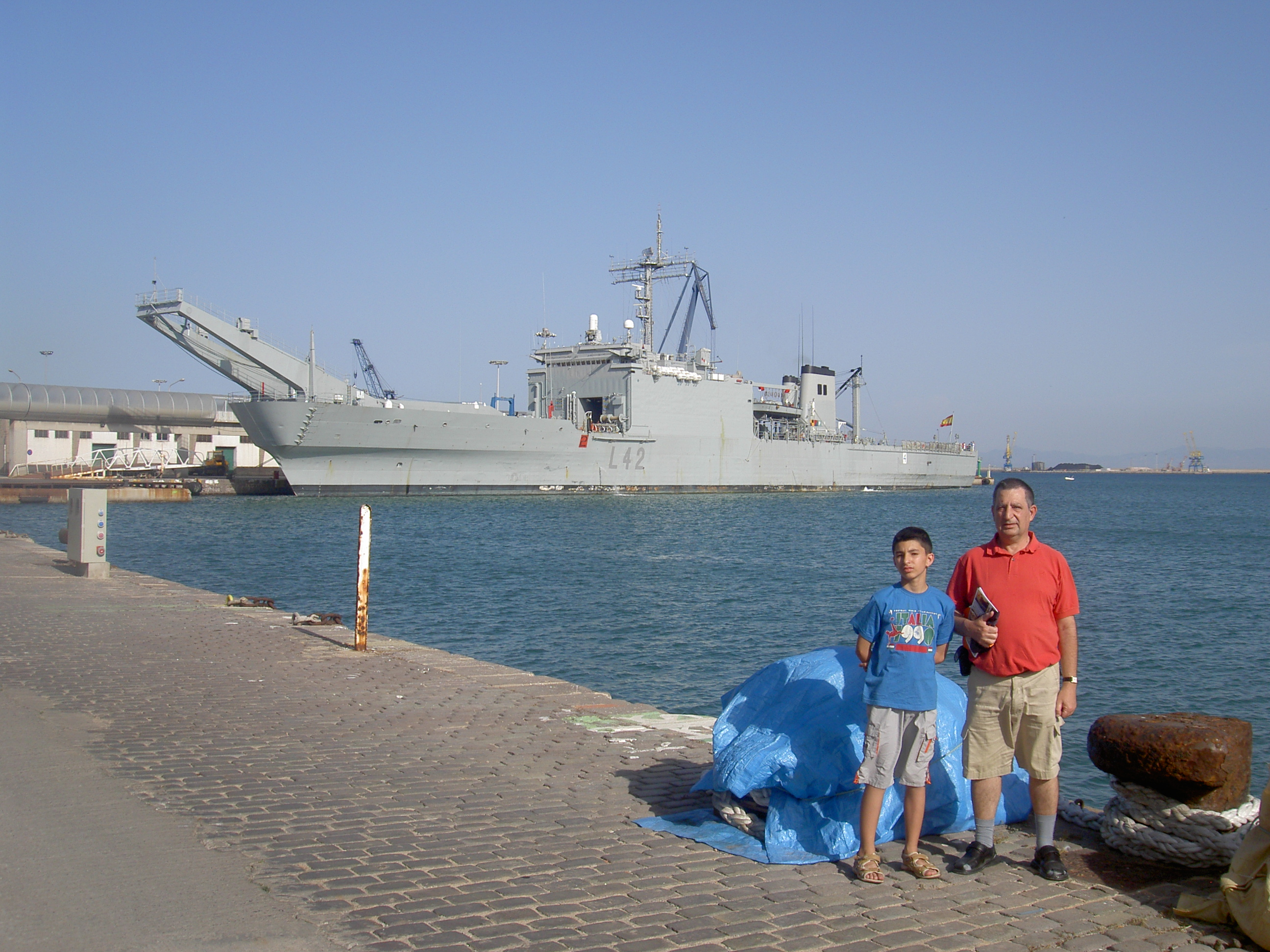
El USS Pizarro (L-42) en 2003.

Entró en servicio en la Armada Española el 14 de abril de 1995, y fue renombrado con el nombre y numeral de Pizarro (L-42), convirtiéndose en el quinto buque de la Armada en portar este nombre. El 27 de abril de 2000, el gobierno español compró el buque.
En diciembre de 1998 partió desde la base naval de Rota en Cádiz a Centroamérica a llevar ayuda humanitaria.[cita requerida] Tras 9 días de mar llegó a Colón en Panamá, allí esperó su turno para atravesar el canal de Panamá. Una vez en el Pacífico, visita los puertos de Corinto en Nicaragua y Acajutla en el Salvador descargando en ambos parte de la ayuda humanitaria.[cita requerida] Volvió a cruzar el canal de Panamá y terminó su misión descargando el resto de la ayuda en Puerto Cortes, Honduras.[cita requerida] En su retorno hizo escala en San Juan de Puerto Rico dos días y partió de nuevo hacía España donde se encontró con un fuerte temporal en mitad del Atlántico.[cita requerida]
Participó en el despliegue de las misiones de paz en la antigua Yugoslavia y en Kosovo. También participó en la misión de ayuda humanitaria en Haití en el marco de la Operación Mar Caribe, desde octubre de 2004  a diciembre de ese mismo año, y la Operación Libre Hidalgo de apoyo a la misión de ONU para el mantenimiento de la paz en el Líbano desde septiembre de 2006 a noviembre de 2006.
En febrero de 2011, participó en los ejercicios ADELFIBEX 01/11 en aguas de la Bahía de Cádiz junto al Castilla, al Juan Carlos I y 6 embarcaciones LCM-1E del grupo naval de playa, así como unidades de la Brigada de Infantería de Marina. En el Boletín oficial de defensa del 5 de noviembre de 2012, aparecía publicada su baja con fecha del 14 de diciembre del mismo año, celebrándose despedida del buque dicho día en el Arsenal de la Carraca. El 13 de abril de 2015, estaba prevista su subasta para desguace con un precio inicial de 577 812 €.
En el Boletín Oficial del Estado del sábado 8 de febrero de 2016 apareció publicada la adjudicación del desguace del buque a la empresa Desguaces y Reciclajes de la Bahía SL por un precio de 922 111 €.